# کی کندال
کی کندال (انگلیسی: Kay Kendall; ۲۱ مهٔ ۱۹۲۷ – ۶ سپتامبر ۱۹۵۹) یک هنرپیشه اهل انگلستان بود.

## بخشی از فیلمشناسی
از فیلم‌ها یا برنامه‌های تلویزیونی که وی در آن نقش داشته‌است می‌توان به آثار زیر اشاره کرد.
- سزار و کلئوپاترا (فیلم) (۱۹۴۵)
- سالن رقص (فیلم) (۱۹۵۰)
- ژنویو (فیلم) (۱۹۵۳)
- ملاقات آقای لوسیفر (۱۹۵۳)
- دختران (فیلم ۱۹۵۷) (۱۹۵۷)
- تازه‌کار بی‌رغبت (۱۹۵۸)